# Exotic
Az Exotic magyar könnyűzenei együttes, amely főként a rock műfajában alkotott, olykor new wave hangzásokkal. Alapító tagjai Tabár István és Tabár Zoltán voltak, a csapathoz elsőként Nagy István (dob), Vilmányi Gábor (gitár), illetve Móricz Krisztina (ének) csatlakoztak, ezután pedig énekesként Sipos F. Tamás, a zenekar vele érte el legnagyobb sikereit.
Legnagyobb sikerük az 1990-ben megjelent Trabant volt.

## Története
A csapat története az 1986-os Aorta Fesztiválon kezdődött, ami egy akkor igen népszerű tehetségkutató volt. A csapat ezen a fesztiválon elődöntőről elődöntőre alakult át, elsőként Csik István érkezett Nagy István helyére, majd Sipos F. Tamás csatlakozott Móricz Krisztina mellé. A versenyen a döntőbe kerültek és meg is nyerték azt. Még a verseny alatt rögzítették első dalukat Várj rám címmel, mely dal meg is jelent Móricz Krisztina tolmácsolásában. A fődíj egy dalfelvétel volt, melyet a Magyar Rádió 22-es stúdiójában rögzítettek. A dal címe "Hiába provokál" volt, és meglehetősen sikeres lett. A csapatra felfigyelt Németh Alajos, a Bikini együttes basszusgitárosa, és ő ajánlotta be őket a Hungaroton kiadóhoz.
Első kislemezük 1987-ben jelent meg, melyen két dal, a 24/24 és az Ő csak ül szerepelt. Első nagylemezüket 1988-ban adták ki Holdfénytánc címmel. Az albumon a címadó dal mellett olyan, azóta slágerré vált dalok szerepeltek, mint a Nézz rám tizedes!, 24/24, és az Ébresztő, Paganini! "Punk Rapszódia". A lemez több mint 60.000 példányban kelt el. Második albumuk, az Exotic II (amelyet 1989-ben adtak ki) még sikeresebb volt. Ebben nagy szerepe volt annak, hogy ezen az albumon található a csapat legsikeresebb száma, a Trabant, amelyet még manapság is játszanak a rádióállomások. Harmadik albumuk a Vadnyugat címet viselte, és 1990-ben adták ki. Erről a legnagyobb siker a Bányászdal volt.
A csapatból később Csík István és Vilmányi Gábor is kivált, helyükre Vámos Zsolt és Vermes László került, akik a gitáros és a dobos szerepét töltötték be.
Negyedik lemezük 1991-ben jelent meg, The Song of Freedom (magyar fordításban "A szabadság dala") címmel, melyről a Go-Go Amerika című felvétel volt sikeresebb. Ezután egy válogatásalbumuk is megjelent. A zenekar 1993-ban feloszlott, az énekes Sipos F. Tamás pedig szólókarrierbe kezdett. 2004-ben ugyan újra összeálltak, és a Petőfi Csarnokban adtak egy nagyszabású koncertet, melyből lemezfelvétel is készült. 2013-tól egy évig Sipos F. Tamás a Republic együttes énekesi posztját töltötte be, a korábbi frontember, Cipő március 11-i halálát követően.
A zenekar 2017-től egy évig újra eredeti felállásban koncertezett, 2018 tavaszán pedig kiadták új lemezüket, Isten Hozott! címmel. 2018 decemberében az együttes úgy döntött, hogy lecseréli énekesét, Sipos F. Tamás helyére Márton „Kor” Csaba érkezett.

## Diszkográfia

### Nagylemezek
- 1988 – Holdfénytánc

| Év   | Album címe | Kiadó              | Dalok |
| ---- | ---------- | ------------------ | --- |
| 1989 | Exotic II. | Hungaroton-Favorit | 1. Ne hazudj nekem 2. Addig legyetek boldogok 3. Bizonytalan mosoly 4. Áll a bál 5. Hamvas barack 6. Trabant 7. Nevet az ország 8. Havi kétszáz 9. Maribu 10. Idegen ágyakon 11. Pofonfürdő |

- 1990 – Vadnyugat
- 1991 – The Song of Freedom
- 1992 – Best of Exotic
- 2004 – Koncert a Petőfi Csarnokban (videófelvétel)
- 2017 – „Nulladik Lemez” Isten Hozott!

### Kislemezek
- 1987 – Ő csak ül / 24/24